# Kim Lâm
Kim Lâm (chữ Hán giản thể: 金林区âm Hán Việt: Kim Lâm khu) là một quận thuộc địa cấp thị Y Xuân, tỉnh Hắc Long Giang, Cộng hòa Nhân dân Trung Hoa.